# Fotogrammetria architettonica

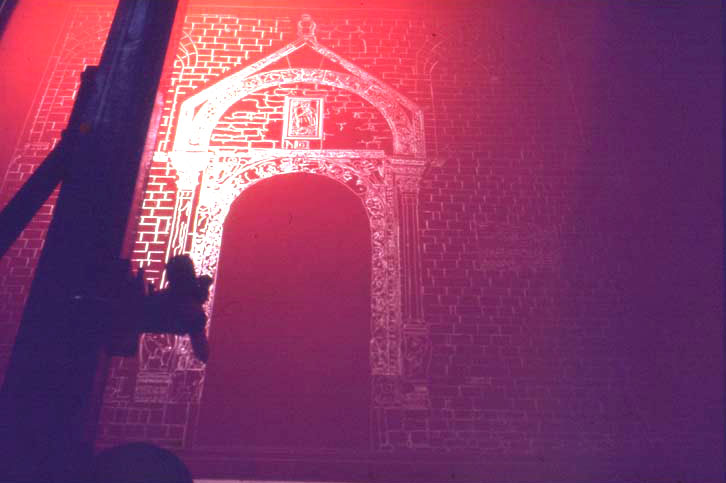
Restituzione fotogrammetrica del portale della Basilica di San Nicola a Bari.

La fotogrammetria architettonica è una tecnica che consente di rilevare la forma, le dimensioni e la posizione di un elemento architettonico mediante una coppia di fotografie scattate con una camera stereometrica.

## Storia
Il metodo Cappeler può considerarsi l'antenato della fotogrammetria, infatti pare che il primo impiego di due prospettive per ricavare una planimetria risalga al 1726 e sia da attribuirsi a M. A. Cappeler, medico ed ingegnere di Lucerna.
Pur essendosi sviluppata notevolmente negli ultimi anni come branca della Topografia, la fotogrammetria architettonica affonda le sue origini nel lontano 1858, quando l'architetto tedesco Albrecht Meydenbauer, avendo rischiato la vita per eseguire con misure dirette il rilievo della cattedrale di Wetzlar, ebbe l'idea di utilizzare per tali lavori la fotografia. Il metodo di rilievo fu presentato ufficialmente nel 1865/66 con il nome di "fotometrografia" e consisteva in una serie di costruzioni grafiche ottenute con misure rilevate da più fotografie. Quasi contemporaneamente in Francia, in seguito all'invenzione della fotografia, il capitano Aimé Laussedat dimostrava di poter rilevare un monumento con l'ausilio di una coppia di fotografie ed alcune misure dirette, secondo un metodo da lui chiamato "metrofotografia". 
La prima grande affermazione in campo internazionale della fotogrammetria architettonica si è avuta nel 1956, in occasione del rilievi dei templi della Nubia, effettuati dallo Istituto Geografico Nazionale di Parigi sotto la direzione di Maurice Carbonnell, primo presidente del Comité International de Photogrammétrie Architecturale
Nel 1964, presso l'Istituto di Architettura della Facoltà d'Ingegneria di Bari, per iniziativa del prof. Achille Petrignani fu istituita la Sezione stereofotogrammetrica per il rilievo di monumenti ed ambienti urbani, affidata al prof. ing. Raffaele De Vita, presente alla seconda riunione del C.I.P.A. (Praga, 5/6 luglio 1971).
Il luglio 1968 segna la nascita ufficiale della Photogrammétrie Architecturale: una relazione su "la fotogrammetria applicata al rilievo di monumenti e ambienti urbani" viene presentata alla Conferenza del Consiglio Internazionale dei Monumenti e degli Ambienti Urbani (ICOMOS) - Saint Mandé, Francia, 4/6 luglio 1968 - e al XI Congresso Internazionale di Fotogrammetria (ISP) tenuto a Losanna, Svizzera, nel periodo 8/20 luglio 1968.  
Il 1º Corso Internazionale di Photogrammétrie Architecturale si è tenuto nel marzo 1972, presso il Politecnico Federale di Zurigo, cui hanno partecipato Cesare Cundari, dell'Università di Napoli e Antonio Daddabbo dell'Università di Bari. 
Il primo corso universitario di Fotogrammetria Architettonica è stato attivato, nell'anno accademico 1982/83, presso la Facoltà d'Ingegneria di Bari e affidato al prof. Antonio Daddabbo. 

## Tecnica di rilievo
Il rilievo con la fotogrammetria architettonica prevede due fasi:
- la ripresa, il cui prodotto è la coppia di fotogrammi stereometrici. Essa consiste nel fotografare l'oggetto con la camera stereometrica oppure con la camera metrica, posta in due punti distinti e scelti nel rispetto della stereoscopia artificiale.
- la restituzione, che utilizza la coppia di fotogrammi stereometrici. Con questa operazione, osservando il modello ottico tridimensionale, è possibile rilevare le dimensioni che interessano, oppure si può elaborare una rappresentazione, in proiezioni ortogonali, dell'oggetto fotografato.

Oltre che rilevare informazioni dai fotogrammi, in fase di restituzione è possibile riportare nuove informazioni sugli stessi fotogrammi e si parla, perciò, di: 
- fotogrammetria diretta quando viene utilizzata per rilevare le coordinate spaziali di punti appartenenti ad oggetti realmente esistenti.
- fotogrammetria inversa quando serve per la rappresentazione sui fotogrammi di elementi architettonici progettati o per la ricostruzione virtuale di edifici parzialmente crollati.

Con il passaggio della fotografia su pellicola a quella elettronica digitale, grazie all'utilizzo di programmi di modellazione, oggi più che di fotogrammetria inversa si parla di modellazione stereometrica.

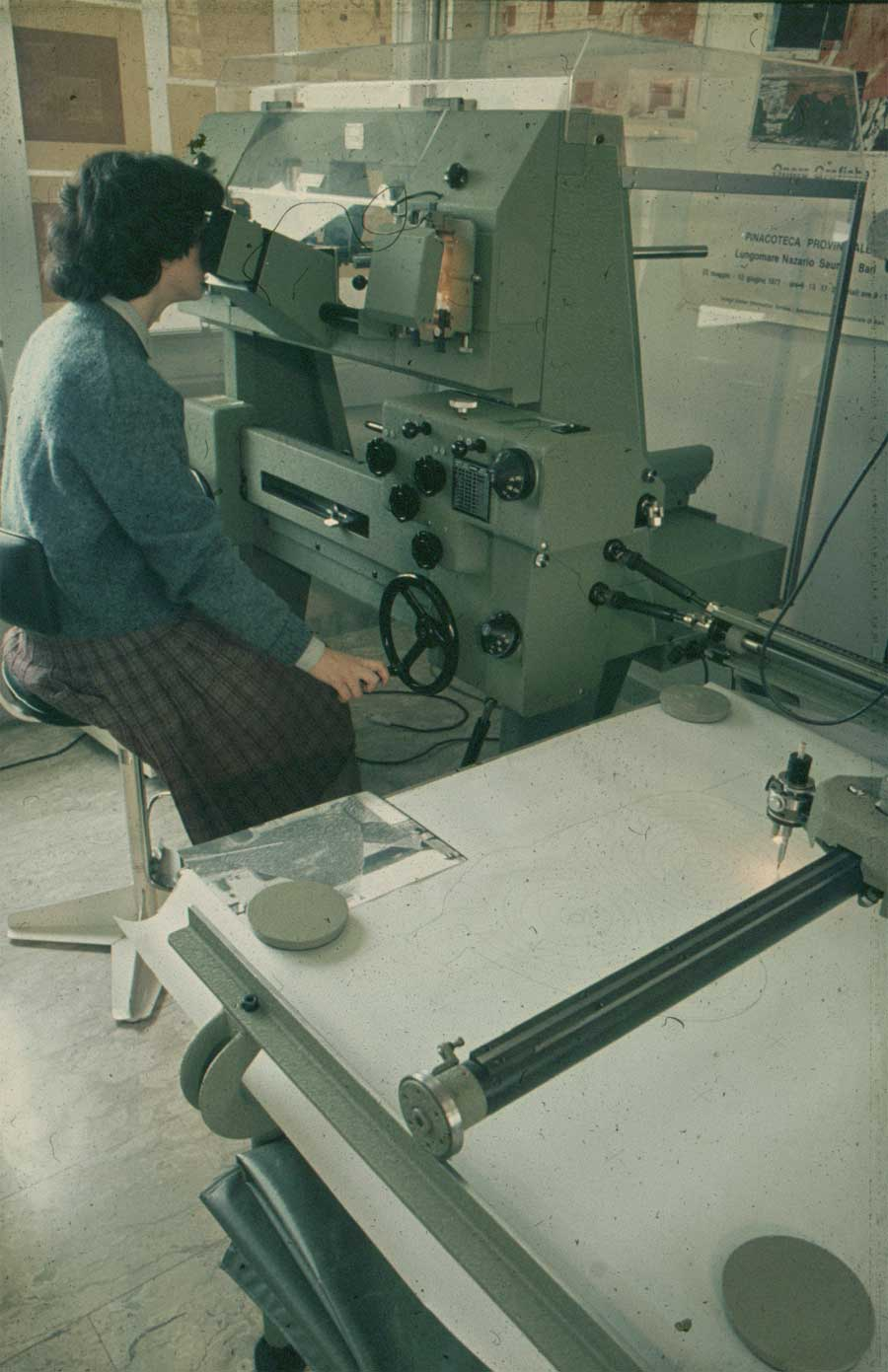
Restitutore analogico Wild A40

## Fotogrammetria architettonica povera

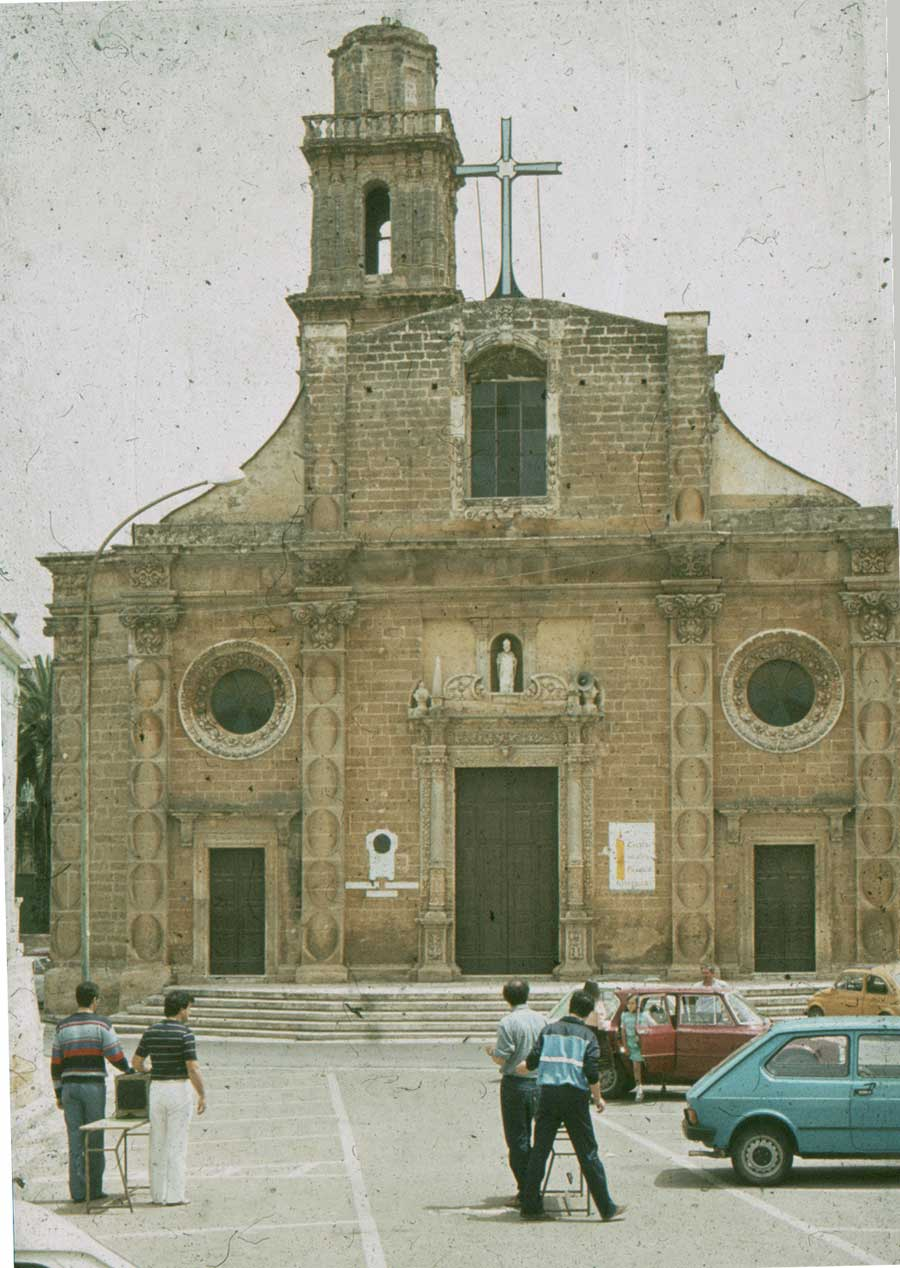
Rilievo con foro stenopeico effettuato da studenti del corso di fotogrammetra architettonica di Bari

La "fotogrammetria povera" non fa altro che sostituire l'immagine fotografica al disegno tracciato manualmente sulle lastre, nel metodo Cappeler. Si tratta di un termine coniato negli anni ottanta, nel corso di fotogrammetrica architettonica di Bari, a causa del ricorso al foro stenopeico in sostituzione della camera metrica, inaccessibile per il costo elevato. L'uso del foro stenopeico in fotogrammetria architettonica crea scandalo solo tra i fotogrammetri poco esperti in fotografia, infatti la camera metrica con foro stenopeico:
- particolarmente a livello didattico, consente di controllare fino in fondo il processo fotogrammetrico;
- essendo priva di obiettivo, è esente da distorsioni;
- dato il basso costo, può essere progettata e realizzata in funzione della ripresa;
- il formato immagine può essere sufficientemente grande, in modo da rendere inutile il ricorso al micrometro. Infatti già con fotografie 30 x 40 cm. gli studenti usavano la riga centimetrata per rilevare le coordinate dai fotogrammi;
- particolarmente nel rilievo di prospetti sufficientemente piani, è possibile ottenere il fotopiano direttamente nella scala desiderata costruendo camere con distanza principale uguale alla distanza di ripresa ridotta alla scala desiderata;
- il problema del decentramento, praticamente, non esiste, considerato il grande angolo di ripresa e la profondità di campo che il foro stenopeico consente;
- i fotogrammi possono essere usati direttamente nella restituzione grafica, non avendo bisogno di ingrandimenti e, quindi, evitando ancora una volta le eventuali distorsioni dovute all'obiettivo;
- considerata la staticità degli elementi architettonici, non creano problemi i lunghi tempi di esposizione richiesti (dell'ordine di decine di minuti) per avere fotografie nitide con diametri del foro molto piccoli.

Certo non bisogna pensare al foro stenopeico ottenuto forando con un ago la parete di una scatola di cartone, ma occorre tener presente le esigenze della camera metrica. Gli studenti realizzavano la camera in legno ed il foro, dovendo essere a spigolo vivo, era realizzato con due lamette da barba spezzate in due e disposte in modo da formare, con il lato tagliente, un quadrado di lato inferiore al millimetro.

## Fotogrammetria architettonica tradizionale

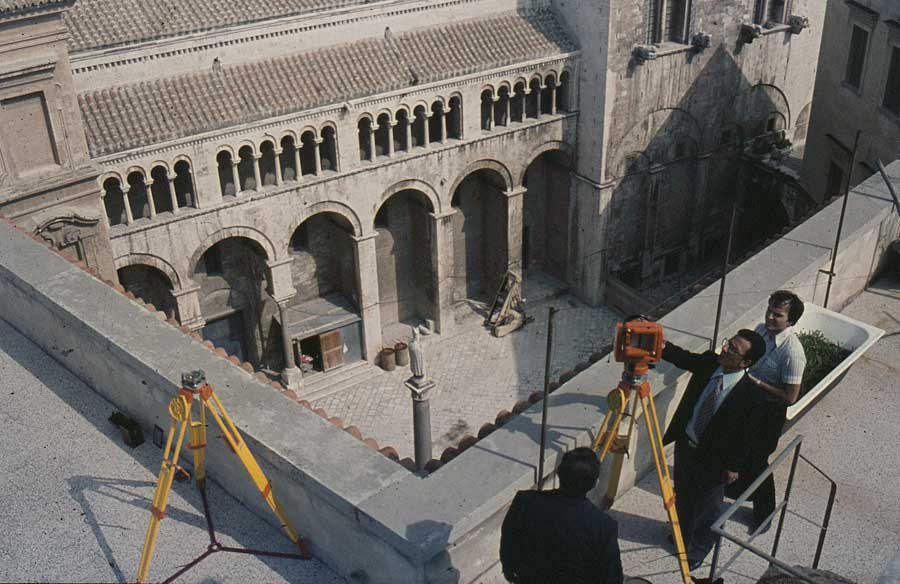
Rilievo della Cattedrale di Bari con la camera metrica Wild P31

La fotogrammetria tradizionale su pellicola, in pratica, sostituisce alla camera con foro stenopeico della fotogrammetria povera. la camera metrica avente come supporto sensibile la pellicola, mentre per la restituzione utilizza i restitutori analogici. La camera metrica supera tutti i problemi dell'orientamento artigianale della fotogrammetria povera, infatti essa:
- è dotata di un solido treppiedi, che grazie ad una base dotata di livella, consente la messa in stazione con asse verticale della camera stessa;
- la stessa camera può ruotare intorno all'asse verticale ed orizzontale, generalmente in posizioni predefinite ma note;
- la base è dotata di un piccolo cannocchiale che, puntato sulla mira del secondo treppiedi, consente di conoscere l'orientamento relativo e, comunque, di verificare le condizioni del caso normale, cioè l'ortogonalità tra asse ottico e base;
- un filo a piombo, spesso di tipo ottico, consente di misurare con precisione la base.

Per garantire la planeità della superficie sensibile, la camera metrica utilizza lastre fotografiche rettificate o, comunque, è dotata di dispositivi atti a rendere piana la pellicola.

## Fotogrammetria architettonica digitale

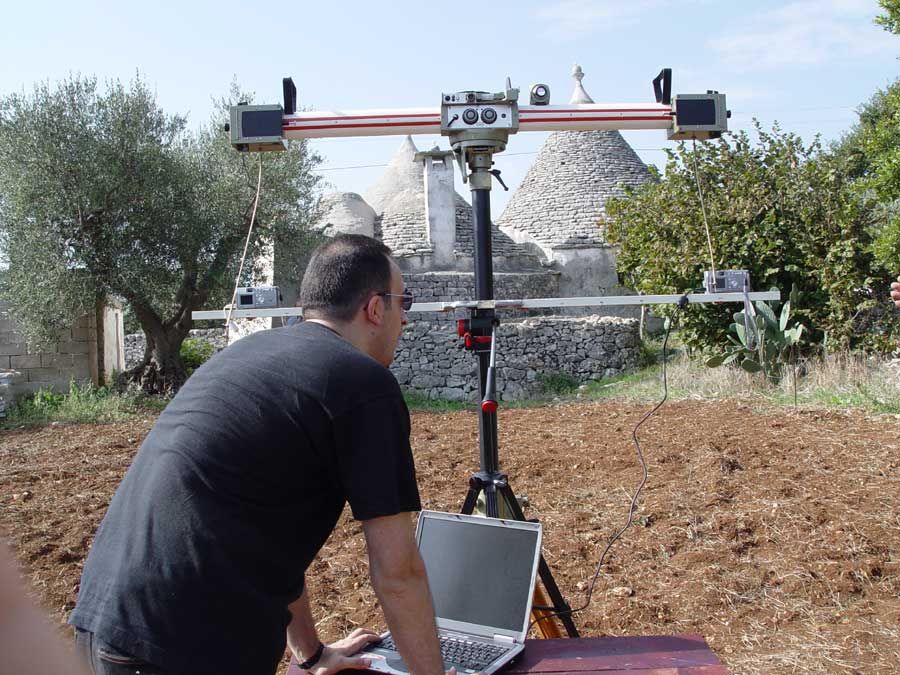
Confronto, ai fini della precisione, tra la camera stereometrica Wild C120 ed una camera stereometrica ottenuta con l'accoppiamento di due fotocamere digitale

La fotogrammetria digitale rappresenta un ulteriore passo in avanti della tecnica in esame, nel percorso iniziato con il metodo Cappeler, con la sostituzione dell'immagine digitale a quella analogica. 
Novità:
- le marche di riferimento, solitamente impresse sui bordi del fotogramma; nella macchina fotografica digitale non sono più indispensabili, per individuare il punto principale e l'orientamento del fotogramma,
- la possibilità di utilizzare anche camere fotografiche compatte, montate su Aeromobili a pilotaggio remoto (APR, o anche detti droni) per sviluppare progetti fotogrammetrici;
- la taratura delle camere digitali può essere fatta in casa e personalizzata, considerato che si tratta di correggere un errore sistematico;
- ai fini dell'esposizione, il fotogramma digitale può essere corretto;
- la duplicazione dei fotogrammi può essere fatta a costo zero;
- l'inserimento dei fotogrammi in un programma del tipo StereoFot può essere fatto da chiunque sia veramente interessato;
- il raddrizzamento delle immagini è ormai alla portata di tutti, se non si ha la pretesa di una precisione micrometrica;
- è tutt'altro che trascurabile la possibilità di verificare, già al momento della ripresa, la validità dei fotogrammi e la precisione conseguibile.